# Stilbonema annulatum
Stilbonema annulatum är en rundmaskart som beskrevs av Gerlach 1963. Stilbonema annulatum ingår i släktet Stilbonema och familjen Desmodoridae. Inga underarter finns listade i Catalogue of Life.